# Olympus Mons
Pour les articles homonymes, voir Olympe (homonymie) et Olympus.
Olympus Mons, nom latin pour « mont Olympe », est un volcan bouclier de la planète Mars situé par 18,4° N et 226° E, dans les quadrangles d'Amazonis et de Tharsis. C'est l'un des plus hauts reliefs connus du système solaire, culminant à 21 229 mètres au-dessus du niveau de référence martien ; des altitudes supérieures ont été très souvent publiées, même encore en 2005 sur des sites institutionnels américains tels ceux de la NASA, mais relèvent d'estimations du XXe siècle antérieures aux mesures de l'altimètre laser de Mars Global Surveyor (MOLA) et sont fondées sur un niveau de référence des altitudes martiennes alors inférieur de 4 à 6 km.
Olympus Mons s'élève à 22,5 km en moyenne au-dessus des plaines environnantes, dont l'altitude est inférieure au niveau de référence. Depuis la fin du XIXe siècle, cette gigantesque formation était connue des astronomes comme une particularité à fort albédo avant que les sondes spatiales ne révèlent sa nature montagneuse. Son premier nom, Nix Olympica, en français « Neige de l'Olympe », lui a été donné par l'astronome italien Giovanni Schiaparelli.

## Toponymie
Le nom initial en latin, Nix Olympica, en français « Neige de l'Olympe » en référence au mont Olympe situé en Grèce, fut le premier nom attribué à Olympus Mons par l'astronome italien Giovanni Schiaparelli et ses successeurs, lorsqu'ils entreprirent de cartographier la planète Mars à l'aide de lunettes astronomiques au XIXe siècle — bien avant l'exploration spatiale de la planète rouge, qui a commencé le 14 juillet 1965 avec Mariner 4.
Ces premiers observateurs de Mars ont développé une nomenclature reposant sur l'albédo relatif des différentes régions martiennes observées depuis la Terre. Le toponyme Nix Olympica faisait référence à l'apparence enneigée de cette zone, nix en latin signifiant « neige ». L'albédo élevé perçu depuis la Terre est en réalité provoqué non pas par de la neige mais par les nuages de glace de dioxyde de carbone accrochés à son sommet.
La nature volcanique de cette région n'a été comprise qu'au début des années 1970 avec la sonde Mariner 9, dont les clichés à bonne résolution ont permis d'identifier la caldeira et d'interpréter l'ensemble comme un gigantesque volcan bouclier.
Aujourd'hui, Nix Olympica désigne uniquement l'ancienne formation d'albédo identifiée depuis la Terre tandis qu’Olympus Mons se réfère à l'édifice volcanique dans son ensemble. La littérature scientifique ne traite par conséquent que d'Olympus Mons et non de Nix Olympica.

## Géographie

### Localisation
Olympus Mons s'étend entre 13,7° et 23,8° de latitude nord et 129° et 139,3° de longitude ouest.
Il se trouve sur la bordure nord-ouest du renflement de Tharsis, immense soulèvement de la surface martienne, centré sur Noctis Labyrinthus et Syria Planum, dont l'extension occidentale concentre une douzaine de volcans majeurs. Parmi eux, l'alignement de trois grands volcans boucliers — Arsia Mons, Pavonis Mons et Ascraeus Mons — constitue l'ensemble de Tharsis Montes, prolongé au nord-est par le groupe d'Uranius. Les environs immédiats d'Olympus Mons, qui se fondent dans Amazonis Planitia, sont situés environ 1 500 m sous le niveau de référence martien.

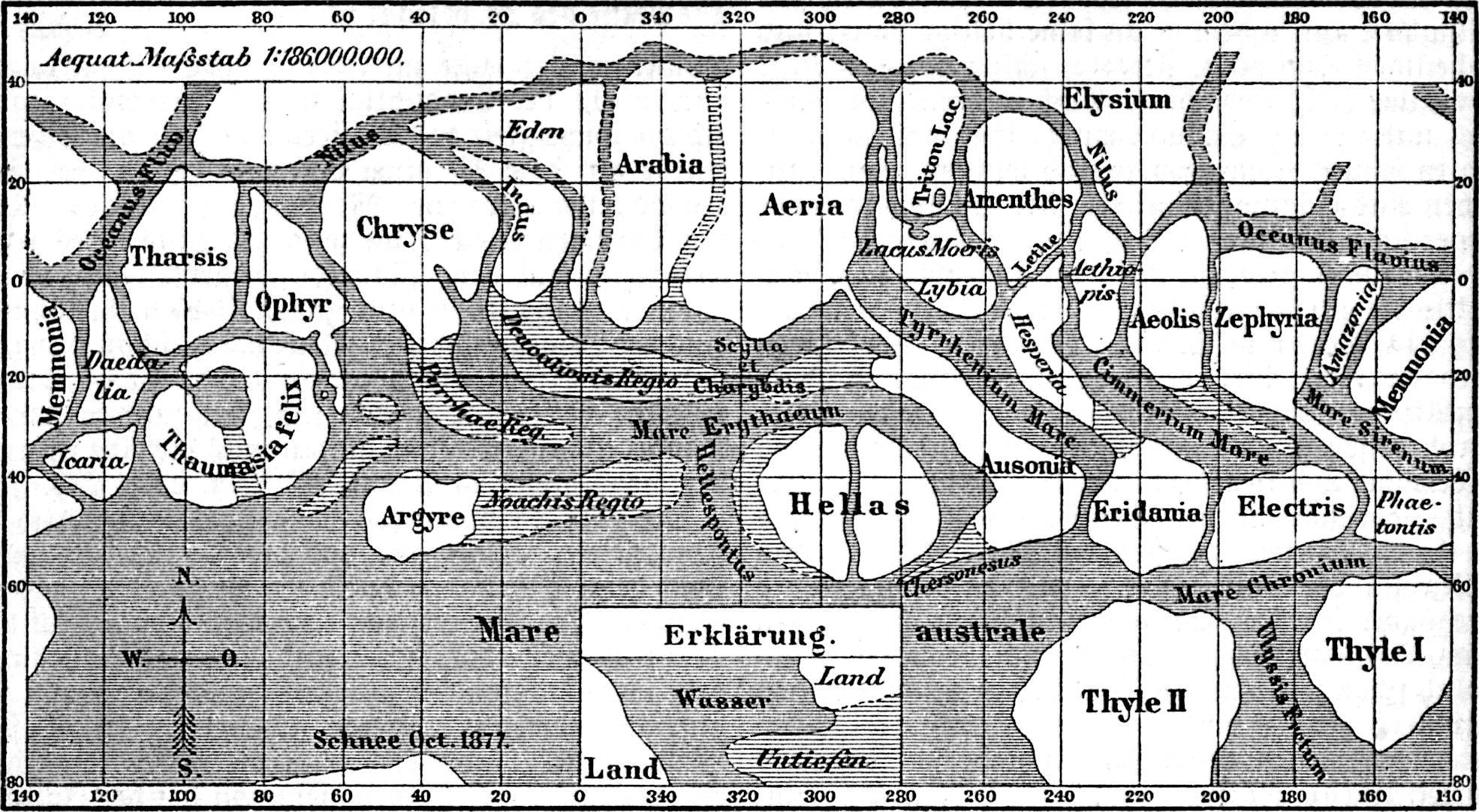
Carte de Mars par Giovanni Schiaparelli (1890).

|                                                                      |  |                                                         |
| Carte de la région d'Olympus Mons et de la chaîne de Tharsis Montes. |  | Topographie d'Olympus Mons et ses environs par le MOLA. |

### Topographie
| |  |                                     |
| Hauteur comparée d'Olympus Mons avec les plus hautes montagnes terrestres : le Mauna Kea et l'Everest. |  | Carte topographique d'Olympus Mons. |

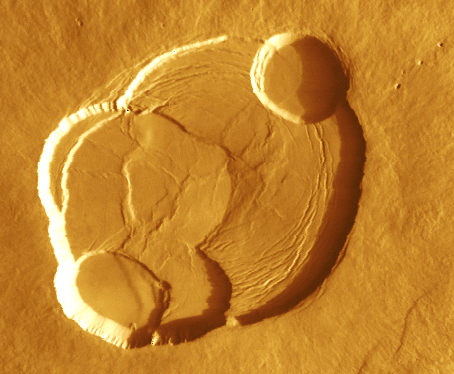
Image satellite de la caldeira d'Olympus Mons.

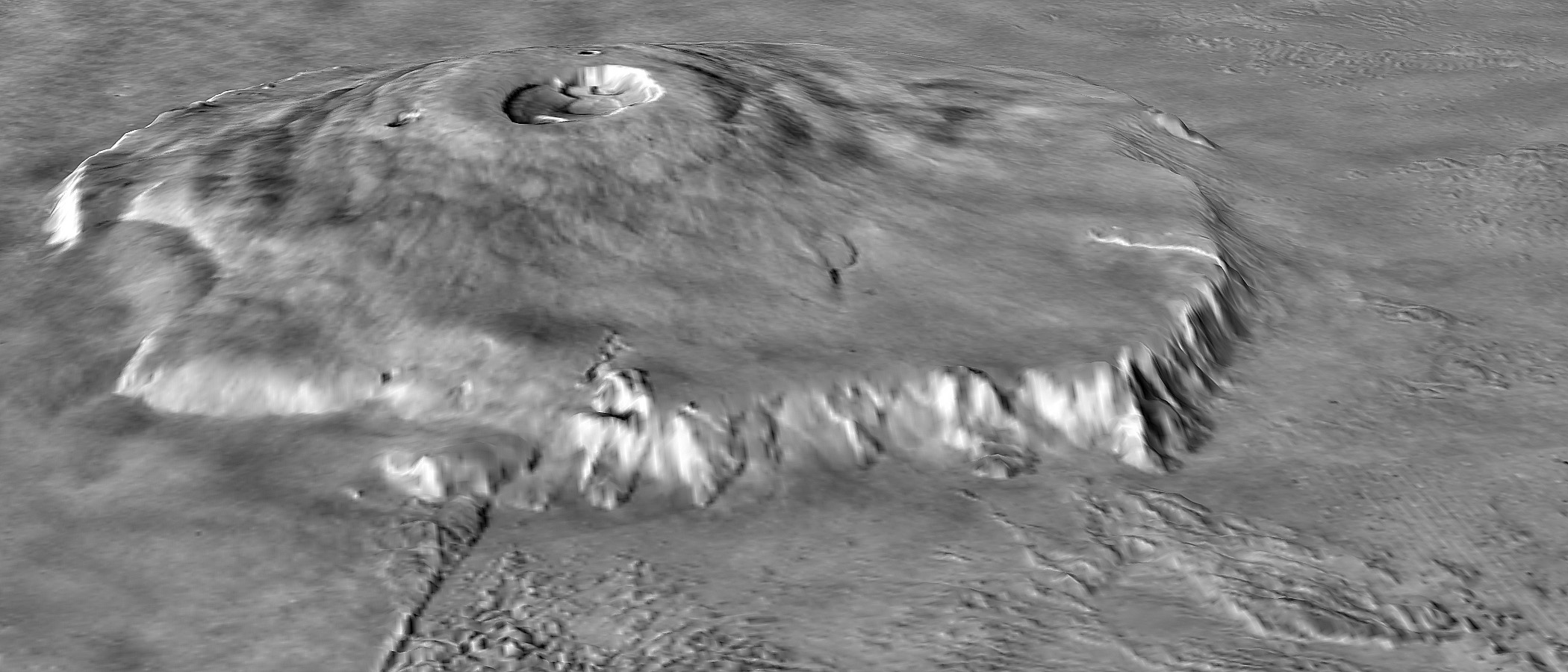
Vue oblique recomposée d'Olympus Mons d'après une mosaïque de photographies de la sonde Viking.

Vue 3D de la caldeira.

L'édifice central s'élève à 22,5 km en moyenne au-dessus de sa base — soit deux fois et demie la hauteur de l'Everest par rapport au niveau de la mer et plus du double de celle du Mauna Kea par rapport à sa base — et à 21,2 km au-dessus du niveau de référence martien. Large de 648 km, il possède à son sommet une caldeira complexe d'environ 80 × 60 km résultant de la coalescence d'au moins six cratères enchevêtrés, attestant l'histoire mouvementée de la caldeira avec notamment la présence de grabens résultant de l'effondrement de la surface dans une faille.
Il est entouré d'une falaise formant un escarpement continu sur toute sa circonférence, d'une hauteur de 2 à 6 km. Au-delà de cet escarpement se trouve une zone souvent appelée « l'auréole » du volcan, constituée de crêtes et de grands blocs s'étendant jusqu'à un millier de kilomètres de la caldeira. Cela met en évidence l'expansion et la modification de la surface liées à l'activité glaciaire.
L'inclinaison des pentes du volcan est voisine de 5 degrés en moyenne, atteignant 30 degrés au niveau de l'escarpement périphérique.

À proximité de la caldeira se trouvent deux cratères d'impact. À une vingtaine de kilomètres au sud, le cratère Pangboche a un diamètre de 10,4 km. Il a été nommé par l'Union astronomique internationale en 2006 d'après une localité du Népal située à vingt kilomètres du sommet de l'Everest. C'est sur le rebord ouest de ce cratère que se trouve le point le plus haut d'Olympus Mons, à 21 229 m au-dessus du niveau de référence. Le cratère Karzok, situé à une quarantaine de kilomètres à l'est de la caldeira, a un diamètre de 15,6 km. Il a été nommé d'après une localité du Cachemire indien. D'autres cratères d'impact sont également visibles sur les flancs du volcan.

### Géologie
Olympus Mons est un volcan bouclier, le résultat de l'empilement d'une lave très fluide émise par des cheminées volcaniques sur une durée suffisamment longue. Sur Terre, un tel volcan résulte d'épanchements de laves pauvres en silice qui s'écoulent facilement sur de grandes distances, formant des structures aplaties s'étalant sur des surfaces très importantes, contrairement, par exemple, aux stratovolcans, dont le cône, bien formé, a une base bien plus restreinte. Le type même de volcan bouclier est, sur Terre, le Mauna Loa, à Hawaï ; le piton de la Fournaise, à La Réunion, en est un autre, plus petit mais très actif.
En raison de la nature fluide de ses laves, un volcan bouclier est bien plus large que haut. L'inclinaison moyenne des pentes d'Olympus Mons varie ainsi entre 5 et 10 degrés de façon progressive, avec parfois cependant quelques ruptures de pente.

#### Datation
En 2004, la caméra stéréo haute résolution (HRSC) de la sonde européenne Mars Express a identifié, sur les flancs d'Olympus Mons, des coulées de lave datant d'à peine 2 millions d'années. La jeunesse de celles-ci à l'échelle géologique suggère que le volcan pourrait encore être en activité. Le volcan lui-même se serait formé au Noachien, il y a plus de 3,8 milliards d'années, et l'activité la plus récente dans les caldeiras serait intervenue il y a entre 150 et 100 millions d'années.
Les volcans boucliers martiens atteignent des tailles gigantesques par rapport à leurs équivalents terrestres en raison de l'absence de tectonique des plaques sur Mars : la croûte martienne demeure immobile par rapport aux points chauds ; ceux-ci peuvent ainsi percer la croûte au même endroit pendant de très longues périodes pour donner naissance à des édifices volcaniques résultant de l'accumulation de laves pendant parfois plusieurs milliards d'années (3,8 milliards d'années dans le cas d'Olympus Mons). Sur Terre, cela n'est pas possible ; en effet, le déplacement des plaques lithosphériques au-dessus de ces points chauds conduit à la formation d'un chapelet de parfois plusieurs dizaines de volcans, chacun ne demeurant actif que pendant quelques millions d'années, ce qui est bien trop bref pour permettre la formation de structures aussi imposantes que sur Mars. L'archipel d'Hawaï est le meilleur exemple terrestre illustrant le déplacement d'une plaque tectonique au-dessus d'un point chaud, en l'occurrence de la plaque pacifique au-dessus du point chaud d'Hawaï ; de la même façon, l'archipel des Mascareignes résulte du déplacement de la plaque somalienne au-dessus du point chaud de La Réunion.
Les investigations récentes menées par les sondes spatiales en orbite autour de Mars indiquent toutes que la surface martienne a fait l'objet de transformations significatives jusqu'à un passé parfois très récent (d'un point de vue géologique), de seulement quelques millions d'années. Olympus Mons n'échappe pas à la règle et, outre des coulées de lave, des phénomènes de nature tectonique et même hydrologique datés de seulement 40 à 25 Ma ont été identifiés sur le flanc oriental du volcan.

#### Escarpement
L'escarpement et l'auréole sont tous deux mal compris. La falaise résulterait de glissements de terrain, et l'auréole proviendrait des matériaux entassés au bas de ces glissements. Les coulées de lave s'étendent au-delà de l'escarpement.
L'escarpement qui entoure la montagne à sa base aurait été formé par des glissements de terrain induits par une fonte massive du pergélisol ou par un soulèvement tectonique,. Les structures linéaires en forme de crêtes présentes autour du volcan au-delà de l'escarpement seraient, quant à elles, des dykes mis en place après les dernières coulées de lave ayant atteint la base du volcan. Ces dykes formeraient des structures parallèles ou radiatives, traduisant ainsi des intrusions dans le sol martien. Selon d'autres théories, ces structures seraient les restes des glissements de terrain ayant conduit à la formation de l'escarpement. Une autre théorie propose que l'escarpement serait une résultante de l'érosion qui aurait dégagé le cœur du volcan en déblayant des terrains plus tendres qui constituaient les premiers contreforts de la montagne. Une autre théorie sur la formation de l'escarpement et de ces structures linéaires fait intervenir des glaciers. Cette théorie propose qu'Olympus Mons est à l'origine un volcan sous-glaciaire formé sous une épaisseur de deux à trois kilomètres de glace. Construit sur le même mode que les tuyas terrestres, la lave se serait empilée en formant l'escarpement. La glace disparue, les auréoles de matériaux situés à la base de l'escarpement se seraient alors formés par des glissements de terrain, faisant d'eux les structures les plus jeunes d'Olympus Mons et non les plus anciennes comme il a été proposé depuis leur découverte. En 2023, une nouvelle interprétation considère l'escarpement principal concentrique de 6 km de haut entourant Olympus Mons comme formé par de la lave coulant dans de l'eau liquide, lorsque l'édifice était une île volcanique active à la fin du Noachien et au début de l'Hespérien.

### Climat

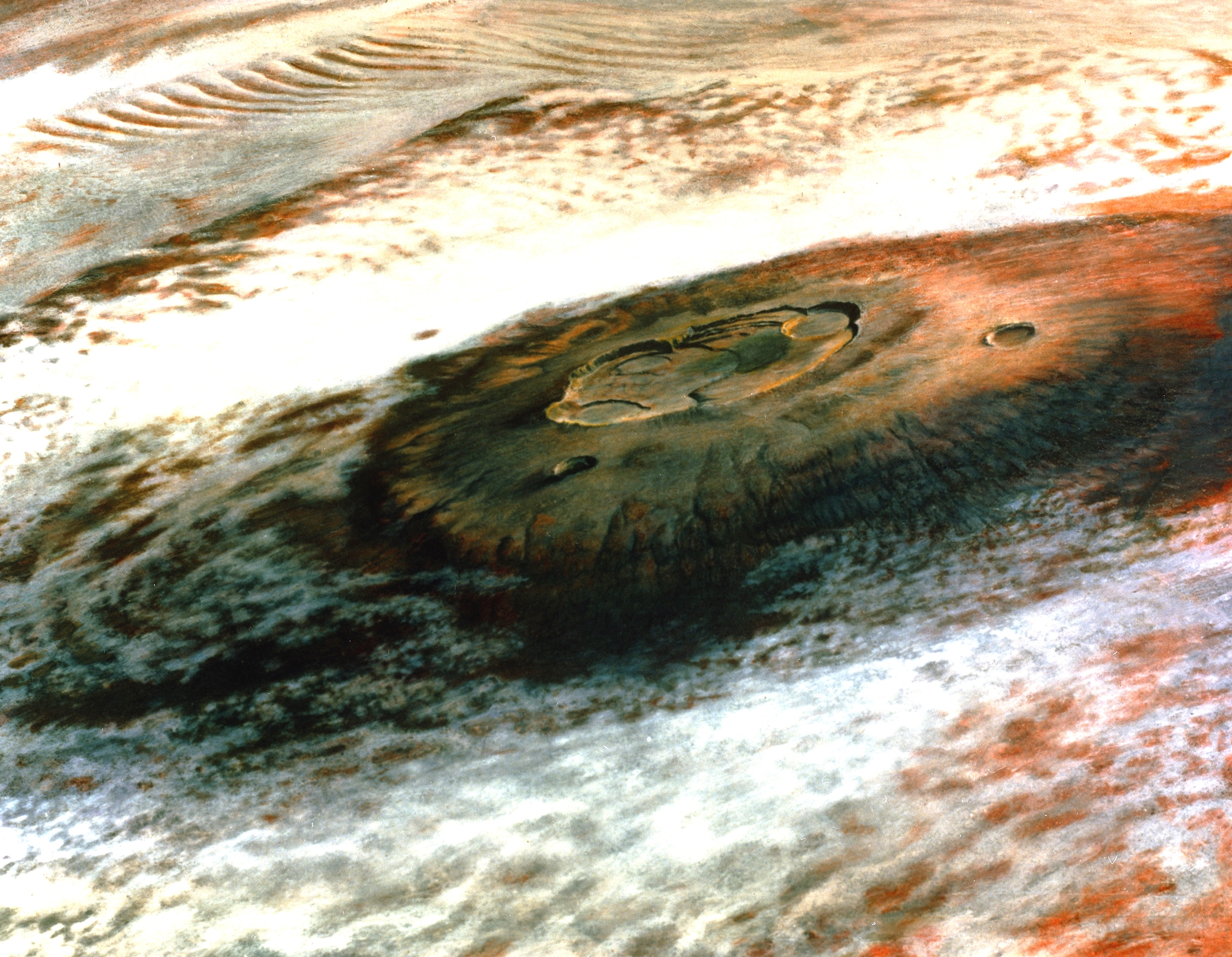
L'Olympus Mons photographié par la sonde Viking 1.

Une erreur courante[réf. nécessaire] consiste à croire que le sommet d'Olympus Mons se situe au-dessus de l'atmosphère martienne. La pression atmosphérique au sommet est à peu près 12 % de celle de la surface martienne. Par comparaison, la pression atmosphérique au sommet de l'Everest est à peu près 25 % de celle observée au niveau de la mer. Malgré cela, les poussières atmosphériques sont tout de même présentes et une couverture nuageuse de glace de dioxyde de carbone est toujours envisageable au sommet d'Olympus Mons. Les nuages de glace d'eau ne peuvent en revanche pas s'y développer[pourquoi ?]. Bien que la pression atmosphérique martienne moyenne représente moins de 1 % de la pression terrestre, la plus faible gravité locale permet à l'atmosphère de s'étendre beaucoup plus haut en altitude.
La présence d'Olympus Mons affecte grandement la circulation atmosphérique, parfois jusqu'à une altitude d'une cinquantaine de kilomètres. Ainsi, l'atmosphère située sur les flancs du volcan, réchauffée par les rayons du Soleil, serait parcourue par des mouvements ascendants. Cet air réchauffé se refroidirait en altitude et retomberait à distance du volcan. À proximité de la surface martienne, l'air serait comprimé et se réchaufferait.
Une zone plus chaude entoure Olympus Mons à 10 degrés environ du sommet du volcan. Cette zone, circulaire, large de 5 à 7 degrés et située à environ cinq kilomètres d'altitude, se trouve à la base de l'escarpement et présente une température pouvant atteindre 30 kelvins de plus que les zones environnantes.

## Culture populaire

Comparaison de l'étendue d'Olympus Mons par rapport à la France.

De par son altitude la plus élevée du système solaire et de son nom latin se traduisant en français par « mont Olympe », Olympus Mons occupe une place importante dans la culture populaire.
C’est parfois le lieu de vie de divinités dans la littérature comme c'est le cas dans Ilium et Olympos de Dan Simmons ou Mars aux ombres sœurs de Frederick Turner (en) (1978). Il peut encore être un des lieux principaux comme quand il est le siège de l'École de commandement militaire d'Olympus où sont formés les soldats de la FORCE dans la saga Hypérion de Dan Simmons ou bien le lieu d'un festival annuel dans La Trilogie de Mars de Kim Stanley Robinson. L'escarpement est aussi le lieu d'une scène d'escalade dans la nouvelle Mars la verte (Green Mars) du recueil Les Martiens de Kim Stanley Robinson. La montagne joue un rôle central dans Olympus Mons, série de bande dessinée de science-fiction par Christophe Bec et Stefano Raffaele (2001). Par ailleurs, dans la bande dessinée Universal War Two, le volcan Olympus Mons se réveille.
La montagne peut aussi servir de décor comme dans la série télévisée Exosquad où se déroule une bataille ou bien dans la nouvelle Olympus Mons de William Walling où des colons se sont établis au pied de la montagne qui leur fournit l'essentiel de leur eau grâce à un système d'aqueducs détruits au cours d'une éruption.
Une chanson du groupe de rock américain Pixies sur l'album Trompe le Monde y fait explicitement référence : Bird Dream of the Olympus Mons.
Dans le jeu Call of Duty: Infinite Warfare, le vaisseau amiral du SetDef, colons martiens en rébellion contre la Terre, s'appelle l'Olympus Mons.